# قانون التبريد لنيوتن
قانون نيوتن في التبريد أو قانون التبريد لنيوتن ينص على أن معدل الفقد الحراري لجسم يتناسب طردًا بشكل مباشر مع الفرق في درجات الحرارة بين الجسم ومحيطه. يعدَّل القانون عادةً ليشمل الحالة التي يكون الفرق الحراري فيها صغيرًا وطبيعة آلية انتقال الحرارة تبقى نفسها. القانون بصيغته الأصلية يكافئ القول إن معامل انتقال الحرارة، الذي يتوسط بين الضياعات الحرارية والفروق في درجات الحرارة، ثابت. يتحقق هذا الشرط عمومًا في التوصيل الحراري (حيث يكفله قانون فورييه) إذ أن الموصلية الحرارية لمعظم المواد لا تتعلق إلا قليلًا بدرجة الحرارة، لكنه عادةً يتحقق تقريبيًّا فقط في شروط الانتقال بالحمل الحراري، حيث تجعل بضع عمليات فيزيائية معاملات انتقال الحراري الفعالة متعلقةً إلى حد ما بالفروق في درجات الحرارة. أخيرًا، في حالة انتقال الحرارة بالإشعاع الحراري، يبقى قانون نيوتن صحيحًا فقط في حالة التغيرات الصغيرة نوعًا ما في درجات الحرارة.
لم يصغ السير إسحق نيوتن في الأصل بالصيغة المذكورة أعلاه في عام 1701، حين صاغه في البداية. بل لاحظ نيوتن بعد بعض العمليات الرياضية أن معدل تغير درجة حرارة جسم يتناسب طردًا مع الفرق في درجات الحرارة بين الجسم ومحيطه. هذه الصيغة النهائية الأبسط من القانون التي وضعها نيوتن بنفسه ترجع جزئيًّا للخلط الحادث في عصر نيوتن بين مفهومي الحرارة ودرجة الحرارة، والذي لم ينتهِ حتى وقت متأخر كثيرًا.
عند صياغته بدلالة الفروق في درجة الحرارة، ينتج قانون نيوتن (مع عدة افتراضات تبسيطية أخرى، كانخفاض عدد بيوت وعدم تعلق السعة الحرارية بدرجة الحرارة) معادلةً تفاضليةً بسيطةً لفرق درجة الحرارة كتابع للزمن. لهذه المعادلة حل يحدد معدلًا سالبًا أسيًّا بسيطًا لتناقص الفرق في درجة الحرارة مع الزمن. يرتبط هذا التابع الزمني المميز لسلوك فرق درجة الحرارة أيضًا بقانون نيوتن في التبريد.

## العلاقة بآلية التبريد
يدعى التبريد بالحمل أحيانًا «قانون نيوتن في التبريد». يبنى هذا الاستخدام للمصطلح على عمل نشره إسحق نيوتن دون أن ينسبه لنفسه عام 1701 تحت عنوان «مقياس درجة الحرارة. أوصاف ومعايير التسخين – باللاتينية: Scala graduum Caloris. Calorum Descriptiones & signa» في العمليات الفلسفية، المجلد 22، العدد 270.
في الحالات التي يكون فيها معامل انتقال الحرارة مستقلًا، أو مستقلًا نسبيًّا، عن فرق درجات الحرارة بين الجسم والوسط المحيط، يُتبع قانون نيوتن. قد يكون هذا الاستقلال هو الحالة، لكن هذا أمر غير مضمون. غالبًا ما يكون معامل انتقال الحرارة مستقلًّا عن درجة الحرارة في التبريد بالتوصيل الحراري الصرف، لكنه يصبح تابعًا لدرجة الحرارة في انتقال الحرارة التقليدي الطبيعي بالحمل. في هذه الحالة، لا يقارب قانون نيوتن القيم الحقيقية إلا عندما تكون التغيرات في درجة الحرارة صغيرة نسبيًّا. كان نيوتن نفسه يعي هذه الحدود.
صحح دولونغ وبيتيت قانون نيوتن في عام 1817 تصحيحًا خاصًّا بالفروق الكبيرة في درجات الحرارة. (اشتهر هذان الرجلان أكثر لصياغتهما قانون دولونغ-بيتيت الخاص بالسعة الحرارية المولية لبلورة).
الحالة الأخرى لمعامل انتقال الحرارة المتعلق بدرجة الحرارة هي انتقال الحرارة بالإشعاع، وهي لا تخضع لقانون نيوتن كذلك.

## نسخة انتقال الحرارة من القانون
نسخة انتقال الحرارة من قانون نيوتن، التي (كما أشير) تتطلب معامل انتقال حرارة ثابتًا، تنص على أن معدل الفقد الحراري لجسم يتناسب طردًا مع الفرق في درجات الحرارة بين الجسم ومحيطه.
معدل انتقال الحرارة في هذه الظروف مستنتج أدناه:
قانون نيوتن التبريدي في حالة الحمل هو إعادة صياغة للمعادلة التفاضلية المعطاة بقانون فورييه:
{\displaystyle {\frac {dQ}{dt}}=-h\cdot A\cdot (T(t)-T_{\text{env}})=-h\cdot A\Delta T(t),}
حيث:
Q الطاقة الحرارية (واحدتها الدولية: الجول){\displaystyle h}
h معامل انتقال الحرارة (يفترض هنا أنه مستقل عن درجة الحرارة T)
A مساحة سطح الانتقال الحراري (وحدتها الدولية: m2){\displaystyle T}
T درجة حرارة سطح الجسم وداخله (بما أنهما متساويان في هذا التقريب) (واحدتها الدولية: كلفن)
Tenv درجة حرارة الوسط المحيط: أي درجة الحرارة على بعد مناسب عن السطح (واحدتها الدولية: كلفن){\displaystyle \Delta T(t)=T(t)-T_{\text{env}}}
يعتمد معامل انتقال الحرارة h على الخواص الفيزيائية للمائع والوضع الفيزيائي الذي يحدث فيه الانتقال بالحمل. لذا، ففي كل نظام يمكن دراسته بافتراض صحة قانون نيوتن، يجب اشتقاق معامل انتقال حرارة وحيد قابل للاستخدام (لا يتغير بشكل ملحوظ في المجال الحراري المستخدم أثناء التبريد والتسخين) أو إيجاده تجريبيًّا.
توجد صيغ وعلاقات في العديد من المراجع لحساب معاملات انتقال الحرارة لطرق التركيب التقليدية والموائع. يكون معامل انتقال الحرارة في الجريانات الصفائحية أقل عادةً منه في الجريانات المضطربة؛ بسبب امتلاك الجريانات المضطربة طبقة حدية رقيقة أرفع على سطح انتقال الحرارة. على كل، لاحظوا أن قانون نيوتن ينهار عند انتقال الجريان بين جريان مضطرب وجريان صفائحي؛ لأن ذلك يغير معامل انتقال الحرارة ##رمز## الذي يفترض ثباته عند حل هذه المعادلة.

### عدد بيوت
عدد بيوت، كمية لابعدية، تعرف لجسم ما كالتالي:
{\displaystyle {\text{Bi}}={\frac {hL_{C}}{k_{b}}},}
حيث:
h = معامل الغشاء أو معامل انتقال الحرارة أو معامل انتقال الحرارة بالحمل
LC = طول مميز، يعرف عادةً بأنه حجم الجسم مقسومًا على مساحة سطح الجسم
kb = الموصلية الحرارية للجسم
لفهم المعنى الفيزيائي لعدد بيوت يمكن تصور تدفق الحرارة من كرة معدنية ساخنة ألقيت فجأة في بركة إلى المائع المحيط بها. يخضع تدفق الحرارة لمقاومتين: الأولى على سطح الكرة، والثانية ضمن المعدن الصلب (المتأثر بكل من حجم الكرة وتركيبها). نسبة هاتين المقاومتين هي عدد بيوت.
إذا تخطت المقاومات الحرارية لسطح تلاقي المائع/الكرة المقاومة الحرارية التي يبذلها الجزء الداخلي من الكرة المعدنية، يكون عدد بيوت أقل من الواحد. يمكن افتراض ثبات درجة الحرارة داخل الكرة في الأنظمة التي يكون فيها عدد بيوت أصغر بكثير من الواحد، مع أن درجة الحرارة قد تكون متغيرة، عند مرور الحرارة إلى داخل الكرة من السطح الخارجي. المعادلة التي تصف هذا التغير (المنتظم نسبيًّا) في درجة الحرارة داخل الجسم، هي المعادلة البسيطة الأسية الموصوفة في قانون نيوتن للتبريد المعطى بالنسبة لفرق درجات الحرارة.
بينما يمكن أن تكون الكرة المعدنية كبيرةً، مسببةً ازدياد الطول المميز إلى درجة يصبح معها عدد بيوت أكبر من الواحد. في هذه الحالة، تصبح التدرجات الحرارية ضمن الكرة مهمةً، مع أن مادة الكرة موصل جيد. وبالمثل، إذا كانت الكرة مصنوعة من مادة عازلة حراريًّا (سيئة التوصيل الحراري)، كالخشب أو الستيروفوم، فإن مقاومة الجزء الداخلي للتدفق الحراري ستتجاوز المقاومة الحدية بين المائع والكرة، حتى لو كانت الكرة أصغر بكثير. في هذه الحالة، يكون عدد بيوت أكبر من الواحد أيضًا.
قيم عدد بيوت الأصغر من 0.1 تعني أن التوصيل الحراري داخل الجسم أسرع بكثير من الحمل الحراري بعيدًا عن سطحه، وتدرجات الحرارة مهملة داخله. قد يشير هذا إلى قابلية تطبيق (أو عدم قابلية تطبيق) طرق معينة في حل مسائل انتقال الحرارة في الحالة غير المستقرة. على سبيل المثال، يشير عدد بيوت أصغر من 0.1 عادةً إلى أن الخطأ سيكون أقل من 5% عند افتراض نموذج سعوي لانتقال الحرارة في الحالة غير المستقرة.